# Personaggi di Power Rangers
Questo è un elenco dei principali personaggi delle serie televisive dei Power Rangers, prodotte prima dalla Saban e in seguito dalla Disney e ispirate alle stagioni delle serie televisive giapponese Super sentai. Sono riportati solo i principali.

## Power Ranger

### Era di Zordon

#### Power Rangers
- Jason Lee Scott, interpretato da Austin St. John.
Il primo Red Ranger, leader della prima formazione e detentore del potere del Tirannosauro e della Spada del potere, in seguito piloterà il Drago rosso Thunderzord. Jason Lee abbandonerà il set per dissapori con la produzione a metà della seconda stagione. Tornerà nella serie Zeo e nello speciale Red Rangers alla riscossa!.
- Thomas "Tommy" Oliver, interpretato da Jason David Frank
Green Ranger. Poteri del drago; arma: pugnale-ocarina. White Ranger. Poteri della tigre bianca; arma: spada Saba. Dopo avere assunto questa nuova identità diventa il Nuovo Leader. Inizialmente appare come antagonista dei ranger, manovrato da Rita, poi ne diventa alleato e leader con l'identità prima di Green Ranger e poi di White Ranger. I poteri Ninja lo porteranno al controllo del Falco Ninjazord, i poteri Shogun gli daranno modo di controllare (insieme a Pink Ranger) il White ShogunZord.
- Zack Taylor, interpretato da Walter Emanuel Jones
Il primo Black Ranger, che come i colleghi Jason Lee Scott e Thui Trang abbandona il cast a metà della seconda stagione. Il suo potere deriva dal Mammuth e la sua arma è l'ascia.
- Trini Kwan, interpretata da Thuy Trang
È la prima Yellow Ranger, detentrice dei poteri dello smilodonte e abile nell'uso delle daghe. Lascerà la serie a metà della seconda stagione. Nella trama lei, Zack e Jason sono scelti per un importante progetto internazionale per il quale abbandonano Angel Grove.
- William "Billy" Cranston, interpretato da David Yost
È l’unico personaggio a fare parte del gruppo per tutta la durata della serie. Il Blue Ranger ottiene i poteri del Triceratopo e come arma utilizza la lancia. Il suo secondo Zord sarà Unicorno Thunderzord, i poteri Ninja gli daranno il controllo del Lupo Ninjazord e i poteri Shogun del Blu ShogunZord.
- Kimberly Ann Hart , interpretata da Amy Jo Johnson
È la prima Pink Ranger, dotata dei poteri dello pterodattilo e dell'arco. Il suo secondo Zord sarà Uccello di Fuoco Thunderzord, i poteri ninja le daranno il controllo dell'Airone Ninjazord. Verrà sostituita nella terza stagione.
- Rocky DeSantos , interpretato da Steve Cardenas
È il secondo Red Ranger, sostituto di Jason, da cui eredita il potere del tirannosauro. Successivamente guiderà Drago Rosso Thunderzord, mentre i poteri Ninja lo renderanno pilota di Scimmia Ninjazord. Con i poteri Shogun guiderà il Red ShogunZord.
- Adam Park, interpretato da Johnny Young Bosch
È il secondo Black Ranger, sostituto di Zack, da cui eredita il potere del Mammuth. Successivamente guiderà il Leone Thunderzord. I poteri Ninja lo renderanno pilota di Rana Ninjazord e quelli shogun di Black ShogunZord.
- Aisha Campbell, interpretata da Karan Ashley
È la seconda Yellow Ranger, sostituta di Trini, da cui eredita il potere dello Smilodonte. Successivamente guiderà Grifone Thunderzord; i poteri Ninja le daranno il controllo su Orso Ninjazord e i poteri Shogun su Yellow ShogunZord.
- Katherine "Kat" Hillard, interpretata da Catherine Sutherland
È la seconda Pink Ranger, sostituta di Kimberly, da cui ne eredita i poteri Ninja, controlla insieme al White Ranger il White ShogunZord.

#### Migthy Morphin Alien Rangers
- Delphine, interpretata da Rajia Baroudi.
È la White Aquitar Ranger, leader dei Mighty Morphin Alien Ranger chiamati da Zordon per aiutarlo quando i Ranger terrestri sono trasformati in bambini. È la prima leader donna. Il suo simbolo è la freccia (rivolta a sinistra sul retro del suo elmetto, e in basso sul suo visore). Pilota il White Battleborg e il White ShogunZord. Ha un'enorme resistenza e può sopravvivere per molto più tempo degli altri Alien Ranger fuori dall'acqua.
- Aurico, interpretato da David Bacon.
È il Red Aquitar Ranger, il comandante in campo. Il suo simbolo è il cerchio. Usa tecniche ninja per disorientare i nemici trasportandosi da un punto all'altro. Pilota il Red Battleborg e nella sua esperienza sulla Terra il Red ShogunZord. Anni dopo si unirà ad altri nove Red Ranger per combattere l'impero delle macchine sulla luna. In questo caso apparirà solamente nelle vesti di Red Ranger, non venendo mai mostrato smascherato.
- Cestro, interpretato da Karim Prince.
È il Blue Aquitar Ranger, l'esperto di tecnologia, creatore di armi e accessori che salvano gli Alien Ranger da molte situazioni. È pilota del Blue Battleborg e del Blu ShogunZord. Il suo simbolo è il quadrato, il suo attacco speciale la Cascata di Aquitar.
- Corcus, interpretato da Alan Palmer.
È il Black Aquitar Ranger, il membro più pacato del team, spesso lasciato in secondo piano, ma che combatte con estrema efficacia contro i suoi nemici. Il suo simbolo è il pentagono. Controlla il Black BattleBorg e il Black ShogunZord.
- Tideus, interpretato da Jim Gray.
È lo Yellow Aquitar Ranger, molto molto forte,fa tutto lui. per gli amici si fa chiamare PIER .È il primo Yellow Ranger maschio  insomma ... 25 cm a dir tanto (cosa comune nei Sentai, ma meno nelle controparti americane fino a Ninja Storm). Pilota una Fiat bravo Può colpire i nemici con raggi usando raggi LASER.

#### Power Rangers Zeo
- Thomas "Tommy" Oliver, interpretato da Jason David Frank
Zeo Ranger V-Red. Ex-Green Ranger e White Ranger, è il leader del gruppo e possessore del Red Battlezord. Come Red Ranger Tommy ha la visiera a forma di stella. Oltre al Red Battlezord possiede il ZeoZord5-Phoenix (basato sulla fenice) e il Super Zeozord 5. È onorevole, coraggioso e di gran cuore, sempre disposto a farsi avanti per le persone a cui tiene. Con il passare del tempo, dopo avere rotto la sua relazione con Kimberly Ann Hart, la prima Pink Ranger, sviluppa una relazione con Kat.
- Adam Park, interpretato da Johnny Young Bosch
Zeo Ranger IV-Green. Ragazzo timido e attratto dal mondo spirituale, fu in passato il secondo Black Ranger della squadra originale. Guida lo Zeozord 4 (basato sul Minotauro) e il Super Zeozord 4.
- Rocky DeSantos, interpretato da Steve Cardenas
Zeo Ranger III-Blue. Ex secondo Mighty Morphin Red Ranger, guida lo Zeozord 3 (basato sulla Sfinge) e il Super Zeozord 3.
- Tanya Sloan, interpretata da Nakia Burrise
Zeo Ranger II-Yellow. Sostituirà la seconda Yellow Ranger Aisha Campbell. Guida lo Zeozord 2, uno zord dogu e il Super Zeozord 2.
- Katherine "Kat" Hillard, interpretata da Catherine Sutherland
Zeo Ranger I-Pink. Ex seconda Mighty Morphin Pink Ranger, guida lo Zeozord 1, uno zord moai (le costruzioni sull'Isola di Pasqua) e il Super Zeozord 1.
- Jason Lee Scott, interpretata da Austin St.John
Secondo Gold Zeo Ranger. Ex primo Mighty Morphin Red Ranger ed ex primo leader della squadra, prende temporaneamente i poteri del Gold Ranger al posto di Trey principe di Triforia, controllerà lo Zord Pyramidas.

#### Power Rangers Turbo
- Thomas "Tommy" Oliver, interpretato da Jason David Frank
Il primo Red Turbo Ranger e il leader della formazione (già precedentemente Green/White Mighty Morphin Power Ranger e Red Zeo Ranger). Pilota il Red Lightning Turbozord, una macchina da corsa rossa che forma la testa, il petto e la schiena del Megazord, e la sua arma è la Turbo Lightning Sword.
- Adam Park, interpretato da Johnny Young Bosch, doppiata da Patrizio Prata.
Il primo Green Turbo Ranger (già precedentemente secondo Black Mighty Morphin Power Ranger e Green Zeo Ranger). Ha una relazione con Tanya, e pilota il Desert Thunder Turbozord, un Jeep verde che forma la parte inferiore della gamba destra del Megazord. La sua arma è il Turbo Thunder Cannon.
- Tanya Sloan, interpretata da Nakia Burrise
La prima Yellow Turbo Ranger (già Yellow Zeo Ranger) nonché fidanzata di Adam. Pilota il Dune Star Turbozord, un furgone giallo che forma la parte inferiore della gamba sinistra del Megazord. La sua arma principale è il Turbo Star Chargers.
- Katherine "Kat" Hillard, interpretata da Catherine Sutherland
La prima Pink Turbo Ranger (già seconda Pink Mighty Morphin Power Ranger e Pink Zeo Ranger) è fidanzata di Tommy. Pilota il Wind Chaser Turbozord, una macchina sportiva che forma le braccia del Megazord e la sua arma è il Turbo Wind Fire.
- Justin Stewart, interpretato da Blake Foster
Il primo Ranger bambino, e unico membro del team a non essere sostituito. È il Blue Turbo Ranger, scelto per sostituire Rocky. Quando si trasforma in Blue Ranger, si trasforma in un adulto. Pilota il Mountain Blaster Turbozord (un Quad 4x4 blu; esso forma la vita e le parti superiori delle gambe del Megazord) e il Siren Blaster Rescuezord. La sua arma è il Turbo Hand Blaster.
- Blue Senturion.
è un guerriero robot proveniente dal futuro che aiuta i Ranger in più occasioni
- Phantom Ranger.
è un guerriero misterioso che fa la sua comparsa in alcuni episodi, ma la sua identità non viene rivelata
- Theodore Jay "T.J." Jarvis Johnson, interpretato da Selwyn Ward
È il secondo Red Turbo Ranger e il secondo leader. Un coraggioso giocatore di baseball scelto da Tommy per sostituirlo. Pilota il Red Lighting Turbozord e il Lightining Fire Tamer Rescuezord
- Carlos Vallerte, interpretato da Roger Velasco
È il secondo GreenTurbo Ranger. Un orgoglioso calciatore molto istintivo, scelto da Adam per rimpiazzarlo per la sua determinazione e intelligenza. Pilota il Desert Thunder Turbozord e il Thunder Loader Rescuezord.
- Ashley Hammond, interpretata da Tracy Lynn Cruz
È la seconda Yellow Turbo Ranger, una determinata e decisa cheerleader, scelta da Tanya come sostituta per la sua integrità. Pilota il Dune Star Turbozord e il Star Race Rescuezord.
- Cassie Chan, interpretata da Patricia Ja Lee
È la seconda Pink Turbo Ranger, una sarcastica cantante scelta da Kat per rimpiazzarla per la sua integrità e lealtà. Pilota il Wind Chaser Turbozord e il Wind Rescue Rescuezord.

#### Power Rangers in Space
- Andros, interpretato da Christopher Khayman Lee
Il Red Space Ranger, originario del pianeta KO-35 e leader degli Space Ranger. Usa i suoi poteri per combattere Astronema e cercare di ritrovare sua sorella Karone. Pilota il Mega V1 Robo Zord (un androide a forma di astronauta e armato di diversi oggetti, forma la vita e le parti superiori del Mega Voyager) e la sua arma è la Spiral Saber.
- Theodore Jay "T.J." Jarvis Johnson, interpretato da Selwyn Ward
È il Blue Space Ranger (già precedentemente secondo Red Turbo Ranger e leader dei Turbo Ranger). Pilota il Mega V3 Rocket, un razzo che forma le parti inferiori delle gambe del Mega Voyager. La sua arma è la Astro Axe.
- Carlos Vallerte, interpretato da Roger Velasco
È il Black Space Ranger (già precedentemente secondo Green Turbo Ranger), e pilota il Mega V2 Shuttle Zord, uno shuttle che forma la testa del Mega Voyager. La sua arma è la Lunar Lance.
- Ashley Hammond, interpretata da Tracy Lynn Cruz
E' Yellow Space Ranger (precedentemente seconda Yellow Turbo Ranger), e si innamorerà di Andros. Pilota il Mega V4 Saucer Zord, un UFO che forma il petto e le braccia del Mega Voyager, e la sua arma è lo Star Slinger.
- Cassie Chan, interpretata da Patricia Ja Lee
È la Pink Space Ranger (e precedentemente Pink Turbo Ranger), e pilota il Mega V5 Tank Zord, un rover che forma i piedi del Mega Voyager, mentre la sua arma è il Satellite Stunner.
- Zhane, interpretato da Justin Nimmo
È il Silver Space Ranger, recluso in una stanza segreta nella Megaship, criogenicamente addormentato per due anni dopo delle accuse in merito all'ultima battaglia in cui salvò Andros da un mostro. Quando viene accidentalmente liberato, aiuta i Ranger, ma ha un tempo limite di due minuti e mezzo per mantenere la trasformazione. Pilota il Mega Winger Zord che può assumere la forma di uno zord umanoide. È stato distrutto da un colpo di Ecliptor. Le sue ali si potevano unire con il Mega Voyager per creare il Winger Mega Voyager e la sua arma è il Super Silverizer.
- Karone/Astronema, interpretata da Melody Perkins.
Non è altro che la sorella di Andros, Karone, che fu rapita dal mutante Darkonda quando era ancora una bambina e che diventerà poi Astronema, la regina del male più temuta.

### Post Zordon

#### Power Rangers Lost Galaxy
- Leo Corbett, interpretato da Danny Slavin
Red Galaxy Ranger: è un ragazzo vivace e muscoloso, sempre pronto a lottare per ciò che crede giusto. Quando suo fratello Mike ritorna, Leo gli dà la sua Spada Quasar credendo di non essere degno del suo posto nella squadra, ma Mike gli ridà la spada dicendogli che era destino che lui diventasse il Red Ranger. Il suo zord è il leone.
- Kai Chen, interpretato da Archie Kao
Blue Galaxy Ranger: è un ragazzo molto premuroso, maturo, talvolta pigro (difetto rimproveratogli anche da Leo) e inoltre ci tiene molto a fare sì che tutti i membri dell'astronave rispettino le regole, tanto da arrivare ad avere delle discussioni con Leo; quando c'è un nemico da affrontare non si tira mai indietro e cerca sempre di difendere i compagni. Il suo zord è il gorilla.
- Damon Henderson, interpretato da Reggie Rolle
Green Galaxy Ranger: è un ragazzo molto in gamba, infatti è il responsabile del motore dell'astronave e si occupa di riparare ogni componente dell'astronave che richiede manutenzione; nel corso della serie dimostra di essere anche molto coraggioso e responsabile. Il suo zord è il condor.
- Maya, interpretata da Cerina Vincent
Yellow Galaxy Ranger: è una ragazza proveniente dal pianeta Mirinoi, il quale è stato attaccato dal mutante Furio e gli abitanti trasformati in pietra, facendo così di Maya l'unica superstite; è molto affezionata alla sua migliore amica nonché compagna di squadra Kendrix, e infatti, per lei, l'amicizia è il valore più importante. Il suo zord è il lupo.
- Kendrix, interpretata da Valerie Vernon
È la prima Pink Galaxy Ranger: è una ragazza molto affettuosa, tenace e determinata, sempre disposta ad aiutare i compagni in difficoltà; nel corso della serie, perde addirittura la vita per salvare Cassie, la Pink Space Ranger, ma poi ritornerà in vita insieme agli abitanti di Mirinoi e alle altre vittime dell'esercito di Trakeena. Il suo zord è il gatto selvatico.
- Karone/Astronema, interpretata da Melody Perkins
È la seconda Pink Galaxy Ranger: prima di morire Kendrix dona i suoi poteri di Ranger a Karone (sorella di Andros, il Red Space Ranger) dato che quest'ultima ha protetto la spada Quasar della defunta Kendrix per non farla finire nelle mani sbagliate; Karone diviene così la nuova Pink Galaxy Ranger, lasciandosi alle spalle il passato come Astronema.
- Mike Corbett, interpretato da Russell Lawrence
E' Magna Defender un misterioso guerriero avvolto da un'armatura che vuole vendicarsi del mutante Scorpius che ha ucciso suo figlio. Successivamente i suoi poteri passeranno a Mike, il fratello di Leo.

#### Power Rangers Lightspeed Rescue
- Carter Grayson, interpretato da Sean Cw Johnson
Red Lightspeed Ranger, vigile del fuoco. Controlla l'Autopompa Rescue-Zord.
- Chad Lee, interpretato da Michael Chaturantabut
Blue Lightspeed Ranger, addestratore di orche. Controlla la Volante Rescue-Zord.
- Joel Rawlings, interpretato da Keith Robinson
Green Lightspeed Ranger, pilota acrobatico. Controlla l'Aereo Rescue-zord.
- Kelsey Winslow, interpretata da Sasha Williams
Yellow Lightspeed Ranger, arrampicatrice estrema. Controlla la Scavatrice Rescue-Zord.
- Dana Mitchell, interpretata da Alison MacInnis
Pink Lightspeed Ranger, figlia del capitano Mitchell, assistente medica. Controlla l'Ambulanza Rescue-zord
- Ryan Mitchell, interpretato da Rhett Fisher
Titanium Lightspeed Ranger, figlio del capitano Mitchell e fratello di Dana, era sotto il controllo dei demoni. Controlla il Max Solar Zord.

#### Power Rangers Time Force
- Wes Collins/Red Time Force Ranger, interpretato da Jason Faunt
Probabilmente antenato di Alex, il Red Ranger originale, Wes incontra gli altri protagonisti quando questi ultimi raggiungono la sua epoca dal futuro per catturare il malvagio mutante Ransik. Dopo aver scoperto le intenzioni della Time Force, Wes si unisce a loro e diventa il nuovo Red Ranger, prendendo il posto del defunto Alex, morto nel futuro nel tentativo di fermare Ransik. Wes è l'unico a poter attivare il Red Morpher, in quanto possiede lo stesso DNA di Alex. Nel corso della serie, Wes si infatua di Jen Scotts, il Pink Ranger, ma il loro amore non è destinato a svilupparsi a causa degli scontri con Ransik e anche del ritorno di Alex, creduto morto, a cui Wes è costretto a cedere il Red Morpher. Durante una battaglia, tuttavia, Wes darà prova di essere un eroe e riottiene nuovamente il Red Morpher, tornando quindi il Red Ranger del gruppo. Verso la fine della serie, Wes costringe i suoi compagni, più Alex, a ripartire per il futuro. Alex gli rivela che sia lui che il Quantum Ranger moriranno nel tentativo di fermare Ransik. Nonostante ciò, in aiuto di Wes giungono anche i suoi compagni, i quali riescono finalmente a sconfiggere Ransik. Nel finale, Jen rivela il suo amore per Wes e quest'ultimo, dopo aver detto addio ai suoi compagni che ripartono nel futuro, rimane nel passato, continuando a difendere la Terra ancora come Red Ranger.
- Jennifer "Jen" Scotts/Pink Time Force Ranger , interpretata da Erin Cahill
Jen Scotts, dopo la morte di colui che sarebbe diventato presto suo marito, Alex, prende le redini della Time Force giurando di catturare Ransik, che fugge nel passato. Prende il rosa, il blu, il verde e il giallo Crono morphers e torna indietro nel tempo, nel 2001, in cui conosce Wes, un ragazzo identico ad Alex, il quale si unisce al gruppo essendo l'unico in grado di attivare il Crono Morpher Red di Alex poiché possiede il suo stesso DNA. Jen è un capo duro che esige rigore dai Ranger, ma iniziando la conoscenza con il nuovo arrivato il suo atteggiamento si ammorbidisce. In seguito ella scopre che Alex è ancora vivo e le chiede di far ritorno al futuro con lui, ma rifiuta perché in quel momento doveva restare lì (perché si era innamorata di Wes).
- Bruce "Trip" McHale/Green Time Force Ranger , interpretato da Kevin Kleinberg
È un Alieno proveniente dal pianeta Xybria. Grazie a un gioiello verde incastonato sulla fronte, ha la capacità di leggere la mente, individuare luoghi e, in alcuni casi, vedere il futuro. Trip è il membro più ingenuo della squadra, dal momento che nel pianeta da cui proviene non esiste l'infedeltà. Egli è anche un genio tecnologico, avendo creato l'arma Booster Electro e altri arsenali. Trip è sempre disposto a lottare per ciò in cui lui crede giusto, come quando ha cercato di proteggere un mutante di nome Notacon (che non era dalla parte del male).
- Lucas Kendall/Blue Time Force Ranger , interpretato da Michael Copon
È il Blue Ranger. Lucas Kendall è ossessionato da due cose: look e automobili. Nell'anno 3000, egli è un pilota automobilistico. Inoltre è il tipo di ragazzo che ha un grande successo con le donne, infatti Trip ne trae esempio. Più avanti Nadira si infatua di lui nonostante non la voglia affatto.
- Katie Walker /Yellow Time Force Ranger , interpretata da Deborah Estelle Philips
Dotata di una forza sovrumana, Katie è una ragazza molto disponibile, gentile e affettuosa, in netto contrasto con la personalità di Jen.
- Eric Myers/Quantum Time Force Ranger , interpretato da Dan Southworth
Eric in precedenza era un soldato che lavorava per i Silver Guardians, un'organizzazione istituita per la protezione del Bio-Lab. Wes rivela in seguito che hanno frequentato la stessa scuola privata. Considerando che Wes proveniva da una famiglia ricca, Eric era povero perciò ha deciso di lasciare la scuola. Eric aveva pochi amici, anche se Wes ha cercato di fare amicizia con lui in diverse occasioni.

#### Power Rangers Wild Force
- Cole Evans/Red Wild Force Ranger, interpretato da Ricardo Medina Jr.
Un ragazzo estremamente sensibile, cresciuto nella natura sin da quando era un neonato, a causa della morte dei propri genitori per mano di Adler dopo aver ingoiato i resti di Master Org. È capace di "sentire" il cuore delle persone e riesce a capire gli animali come se questi gli parlassero. Sarà il pilota di LionZord (chiamato anche RedLion), GorillaZord e FalconZord.
- Taylor Earhardt/Yellow Wild Force Ranger, interpretata da Alyson Kiperman
Una ragazza molto orgogliosa, tenace e forte. È la prima a diventare ranger, prima era considerata il miglior pilota della divisione dell'aeronautica cui apparteneva. Una volta concluso il suo compito come ranger torna in aeronautica. Sarà il pilota di Yellow Eagle Zord, Polar Bear Zord e Black Bear Zord.
- Alyssa Enrilé/White Wild Force Ranger, interpretata da Jessica Rey
Una ragazza di origini orientali, molto gentile e premurosa, in pratica il contrario di Taylor. È molto forte nelle arti marziali insegnategli da suo padre (il quale è così forte che una volta ha sconfitto un toro), il quale scoprirà per caso il fatto che lei sia un Ranger vedendo il White Ranger combattere con lo stile da lui insegnatole. Alla fine diventerà una maestra. Pilota White Tiger Zord, ElephantZord e DeerZord.
- Max Cooper/Blue Wild Force Ranger, interpretato da Phillip Jeanmarie
Un ragazzo giovane e amichevole, grande amico di Danny. Prima di diventare il Blue Ranger era considerato un talento nel bowling, tanto che un ex professionista lo allenava; durante la serie quest'ultimo gli proporrà di tornare a giocare una volta finito il suo compito. Pilota Blue SharkZord e GiraffeZord.
- Danny Delgado/Black Wild Force Ranger, interpretato da Jack Guzman
Un ragazzo prestante fisicamente, ma dall'indole molto gentile e sensibile. Lavorava in un negozio di fiori ed è anche un provetto giardiniere. È innamorato di una sua collega di lavoro, la quale saprà dei suoi sentimenti e li ricambierà, scoprendo anche che lui è il Black Ranger. Pilota Black BisonZord, RhinoZord e ArmadilloZord
- Merrik Baliton/Lunar Wolf Wild Force Ranger, interpretato da Philip Andrew
Un ragazzo che viveva nel passato di 3000 anni antecedenti alla storia dalle saga (ovvero fu il primo Power Ranger in assoluto). Era uno dei sei Ranger ed era innamorato, ricambiato, della principessa Shayla. Quando Animus venne annientato da Master Org, la principessa venne portata da Merrik all'Animarium, dove si addormentò, l'Animarium si sollevò e andò al sicuro nel cielo portando con sé anche i cinque Wild Zord iniziali. Merrik, per cercare di distruggere Master Org, si recò in un antico luogo che custodiva una maschera di lupo dotata di straordinari poteri. Pur sapendo che questi fossero malvagi, decise comunque di indossarla per salvare il mondo da Master Org. Dopo aver invocato il potere assoluto del lupo, i suoi WildZord diventarono DarkWildZord, formano il Predazord e, grazie al suo immenso potere, distrusse Master Org in un colpo solo. La maledizione, però, è scagliata e Merrik si trasformò in Zen-Aku. Quest'ultimo avvertì gli altri cinque Ranger di ucciderlo prima che il male si impossessi di lui, invece lo sigillano in un luogo dove rimarrà per 3000 anni. Una volta liberato, Zen-Aku attacca i Ranger, ruba loro alcuni Zord e dimostra la sua totale supremazia. Alla fine, grazie all'intervento degli Zord nuovi del rinoceronte e dell'armadillo, i Ranger sconfiggono il Predazord, la chiave della maledizione, e Merrik viene liberato. Quest'ultimo, una volta divenuto ranger, si unisce ai suoi compagni, seppur preferendo stare per conto proprio, come un guerriero fiero del passato tormentato dalla colpa di aver attaccato i suoi nuovi compagni. Ogni volta che un pericolo incombe, il vento giunge a "chiamarlo", soffiando quando, fisicamente, non dovrebbe. Lo stesso vento gli permette di intuire la presenza di nemici non visibili ad occhio nudo. Dopo aver affrontato di nuovo Zen-Aku, libero dal legame con lui, ma desideroso di tornare una sola cosa e furioso per il suo tradimento, Merrik continua a combattere con i suoi compagni e alla fine sconfigge Master Org. La principessa Shayla vuole tornare nell'Animarium nel cielo con tutti gli Zord, Merrik, che giurò in passato di proteggerla, le dice che la accompagnerà, ma lei rifiuta e gli dice che deve trovare la sua nuova vita. Merrik, così, si prepara a viaggiare, in cerca di una nuova vita, ma alla fine compare di nuovo Zen-Aku, sopravvissuto misteriosamente un'altra volta, che però non ha intenzioni cattive. Vuole cercare a propria volta una via per il proprio riscatto, e inizia a viaggiare con Merrik.
- Principessa Shayla, interpretata da Ann Marie Crouch
È la principessa dell'isola "Animarium". Viveva 3000 anni antecedenti alla storia della serie ed era innamorata di Merrik, quando Master Org stava distruggendo la Terra venne addormentata per 3000 anni; a causa di questo non dorme mai dopo essersi risvegliata. Alla fine torna in cielo con tutti gli Zord, tornati in vita, e lascia Merrik perché questi possa vivere la sua vita. Risveglia gli ultimi Zord non scovati dai ranger che appaiono nell'ultimo episodio: ZebraZord, RatZord, StingrayZord, PeacockZord, Black Lion Zord, Blue Condor Zord, Sawshark Zord, Brown Buffalo Zord, Yellow Jaguar Zord.

#### Power Rangers Ninja Storm
- Shane Clarke/Red Wind Ranger, interpretato da Pua Magasiva
È il personaggio principale e il capo della squadra orgoglioso ma altruista aiuta sempre i compagni in difficoltà, il suo sport è lo skate, controlla i poteri dell'aria, i quali gli permettono di camminare sull'aria come se fosse un terreno solido e di usarla per attaccare. Alla fine otterrà la proposta di una sponsorizzazione professionistica nel suo sport per fare una tournée nazionale ma non si sa se accetterà, però alla fine diventerà l'insegnante dell'aria dell'accademia ninja. I suoi Zord sono Hawk Zord, Serpent Sword, Minizord Torso, Ninja Firebird Head
- Tori Hanson/Blue Wind Ranger, interpretata da Sally Martin
È l'unica donna della squadra, bionda, il suo sport è il surf; decisamente più furba e tenace di Shane, controlla i poteri dell'acqua; ha una cotta per Blake, il Navy Thunder Ranger. Alla fine diventa insegnante d'acqua all'accademia ninja. I suoi Zord sono Dolphin Zord, Turtle Mace, Squid Drill, Star Blazer, DriveMax Ultrazord (solo temporaneamente)
- Dustin Brooks /Yellow Wind Ranger, interpretato da Glenn McMillan
È il ragazzo mai cresciuto della squadra, lavora in un negozio di motocross e fa motocross, e controlla i poteri della terra. Deciderà di dedicarsi al free-style anziché alle corse perché ne riscopre la passione, diventerà anche insegnante della terra all'accademia ninja. Ha avuto una cotta per Marah, nipote di Lothor e parente di Cam, nonché nemica dei ranger, quando venne cacciata da suo zio e cercò di dimostrarsi più buona. In realtà Marah ha solo recitato per ingannarlo, facendolo sentire anche umiliato per essersi fidato di lei. Tuttavia, alla fine, si denota che Marah si sia dispiaciuta di averlo ingannato poiché le piaceva veramente, cosa che ribadisce alla fine anche a Cam, chiedendogli se Dustin possa perdonarla. Non si sa se tra i due avverrà qualcosa, ma sia lei che Kapri alla fine entreranno all'accademia ninja. I suoi Zord sono Lion Zord, Ram Hammer, Leo Laser
- Hunter Bradley/Crimson Thunder Ranger, interpretato da Adam Tuominen
Apparteneva alla scuola del tuono come suo fratello minore Blake. All'inizio è alleato di Lothor ma poi si unirà ai Wind-Ranger (Shane, Tori e Dustin). Sia lui che il fratello fanno motocross come Dustin ma, soprattutto all'inizio, sono molto più bravi di lui e hanno davanti a loro una grande carriera professionistica. Durante una gara di qualificazione subisce un sorpasso aggressivo del fratello minore che gli costa la qualificazione e il rapporto con lui si inaridisce. Alla fine risolveranno la questione facendo una gara l'uno contro l'altro e, dopo aver perso, ammette di essere semplicemente amareggiato perché suo fratello più piccolo sia più bravo di lui. I suoi Zord sono Insectizord, Spin Blade, Minizord Legs, Ninja Firebird Wings
- Blake Bradley/Navy Thunder Ranger, interpretato da Jorgito Vargas Jr.
Fratello minore di Hunter, apparteneva alla scuola del tuono ed è stato alleato di Lothor per vendicare i genitori. Come il fratello si unirà ai Wind-Ranger. Lui e il fratello hanno una promettente carriera nel motocross davanti a loro e alla fine, durante una gara, Blake dimostrerà al fratello di essere il più bravo. I suoi Zord sono Beetlezord e Sting Blaster
- Cameron "Cam" Watanabe/Green Samurai Ranger, interpretato da Jason Chan
È il figlio di Sen-Sei e controlla il potere del samurai con l'amuleto magico datogli dalla madre in un viaggio nel passato, oltre a stare alla base per aiutare i propri compagni. Come ninja, pur non essendo un Ranger, è più forte dei suoi compagni e, diventato ranger, si dimostrerà ancora superiore, sebbene Shane grazie al potere karmaniano lo superi. A differenza dei suoi compagni la sua tecnica di combattimento è di un samurai e non di un ninja, proprio come sua madre. Cam è un cervellone e si occupa di riparare e mandare gli zord ai ranger e anche di creare nuovi equipaggiamenti per gli stessi zord, è anche l'unico del gruppo a non essere dotato nello sport. I suoi Zord sono: Samurai Star Chopper, Mighty Mammothzord, Bee Spinner, Spider Catcher, Ninja Firebird Tail

#### Power Rangers Dino Thunder
- Conner McKnight, interpretato da James Napier
Red Dino Ranger; potere del tirannosauro/Ranger del Potere Triassico (grazie al quale ottiene un potere immenso, tale da sollevare un Org gigante con una mano sola). Ama il calcio e sogna di diventare un giorno un giocatore professionista, quando ha l'occasione di entrare in una squadra molto forte, rifiuta il provino perché capisce che essere un ranger è più importante e che potrà dedicarsi al calcio solo quando avrà finito la sua missione. Il calcio è l'unica cosa che ama più delle ragazze, sulle quali fa facilmente colpo grazie al suo aspetto, appare inizialmente egocentrico e superficiale. Il primo difetto lo cambierà grazie ai suoi nuovi amici e al suo compito di ranger; il secondo lo cambierà grazie ad una ragazza, Krista, tanto bella quanto sensibile e profonda, che ama la natura e si dedica con molta dedizione all'ambientalismo. Quando capirà la superficialità di Conner si arrabbierà con lui, ma viene rapita da Zeltrax, il suo desiderio di salvarla gli fanno raggiungere il livello del Potere Triassico senza l'energia trasmessagli da Ethan e Kira, e si spinge anche oltre arrivando al livello Battlizer. Alla fine le dirà di voler provare a cambiare il proprio carattere e lei gli darà una seconda occasione. Alla fine della serie andranno ad un ballo insieme, a dimostrazione di quanto Conner sia cambiato. La dinogemma gli dona il potere della super velocità. Il suo Zord è Tyrannozord
- Ethan James, interpretato da Kevin Duhaney
Blue Dino Ranger; potere del triceratopo, adora i libri e i videogiochi. Con i computer è abilissimo e vuole diventare il ricco proprietario di un'azienda di software. Smetterà anche di farsi prendere in giro da un bullo compagno di squadra di Conner, ma senza usare i suoi poteri, bensì aiutandolo a capire come calciare meglio il pallone, tanto che quest'ultimo si scuserà con lui. Alla fine troverà anche una ragazza carina e appassionata di videogiochi e film quanto lui, abbandonandosi per una volta al conformismo e andando al ballo insieme. La sua Dinogemma gli ha dato il potere della forza, che rende le sue braccia forti come le zampe di un triceratopo. Il suo Zord è Tricerazord.
- Kira Ford, interpretata da Emma Lahana
Yellow Dino Ranger; potere dello pterodattilo. Adora cantare e suonare la sua chitarra, cantava insieme ad una sua coetanea divenuta una star del pop divenuta snob e superficiale, ma che cambierà ricordandosi com'era una volta quando le importava delle persone grazie a Kira. Spesso si esibisce nel locale di Hayley e vorrebbe diventare una stella nel mondo della musica. La sua dinogemma gialla le ha donato il potere di emettere potentissime onde soniche dalla bocca. I suoi Zord sono Pterazord e DriveMax Ultrazord (ma solo temporaneamente)
- Thomas "Tommy" Oliver, interpretato da Jason David Frank
Black Dino Ranger e mentore del gruppo. In passato ha fatto parte del primo gruppo di Power Ranger come Green e poi come White Ranger, diventando poi lo Zeo Ranger V-Red in Power Rangers Zeo e (prima del suo ritiro) il Red Ranger Turbo in Power Rangers Turbo, e Hailey lo definisce come il Ranger migliore di tutti. Ha la dinogemma nera che gli dona il potere dell'invisibilità, e il suo simbolo è il brachiosauro. Nella vita di tutti i giorni fa il professore di scienze e storia. I suoi Zord sono: Brachiozord, Cephalazord, Dimetrozord, Stegozord, Parasaurzord, Ankylozord
- Trent Fernandez-Mercer, interpretato da Jeffrey Parazzo
White Dino Ranger; dopo un primo tempo in cui è nemico dei ranger a causa della parte malvagia della dinogemma, diventa così forte da battere tutti gli altri ranger da solo senza alcuna difficoltà, quando viene rapito da Mesogog (alter ego di suo padre) un incidente annienta la parte malvagia della sua gemma e lui torna in sé, successivamente si schiera con gli altri ranger. Zeltrax recupera un pezzo di un mostro che raddoppia le cose e clona il White Ranger, però siccome il clone ha solo metà poteri decide di distruggere il vero White Ranger (Trent) per avere tutti i suoi poteri. I due si scontrano in un duello ed esce Trent, il vero White ranger, come vincitore. È un ragazzo normale, con un grandissimo talento nel disegno e con una cotta per Kira, cui chiede aiuto quando la parte malvagia non è ancora padrona di lui. Ha la dinogemma bianca del drago e il potere del camaleonte. I suoi Zord sono Dino Stegazord, Dragozord e Stegozord.

#### Power Rangers S.P.D.
- Jack Landors, interpretato da Brandon Jay McLaren
Un ladro vagabondo assieme alla sua migliore amica Z, Jack si è offerto volontario per diventare il Red Ranger della Squadra B in modo da poter salvare la vita a Z ed al resto della squadra. Il suo potere genetico gli permette di diventare intangibile e passare attraverso qualsiasi oggetto. Il suo Zord è Delta Runner 1.
- Schuyler "Sky" Tate, interpretato da Chris Violette
Uno dei migliori cadetti S.P.D., con il sogno di diventare un Red Ranger come il padre morto eroicamente in missione. Il suo potere genetico gli permette di creare campi di forza. Diventerà un Red Ranger dopo l'abbandono di Jack. Il suo Zord è Delta Runner 2 come Blue Ranger, Delta Runner 1 come Red Ranger e S.W.A.T. Flyer 1 come Red Ranger. Infine diventerà Deka Ranger controllando Delta Base/Delta Command Megazord.
- Bridge Carson, interpretato da Matt Austin
Genio strambo del gruppo che si perde in paroloni, ma nota sempre particolari che gli altri non notano. Il suo potere genetico è una specie di psicometria e la capacità di leggere ed interpretare auree ed energia, ma non ha controllo su questa sua abilità, infatti indossa sempre i guanti. Sarà promosso prima a Blue Ranger e poi a Red Ranger. Il suo Zord è Delta Runner 3 come Green Ranger. Diventando Blue Ranger comanda S.W.A.T. Flyer 2 e come Red Ranger S.W.A.T. Flyer 1 e DriveMax Ultrazord (solo temporaneamente).
- Elizabeth "Z" Delgado, interpretata da Monica May
Vissuta in strada con Jack che considera come un fratello, a differenza di lui accetta di entrare in S.P.D. per migliorare il mondo. Il suo potere genetico le permette di creare copie di se stessa. Comanda Delta Runner 4 e S.W.A.T. Flyer 4
- Sydney "Syd" Drew, interpretata da Alycia Purrott
Il lavoro dei suoi genitori all'S.P.D. ha causato l'alterazione del suo DNA, dandole l'abilità di mutare la sua mano in qualsiasi materiale tocchi. Comanda Delta Runner 5 e S.W.A.T. Flyer 5.
- Anubis "Doggie" Cruger, interpretato da John Tui
Il comandante che riveste il ruolo di Shadow Ranger. Comanda Delta Base/Delta Command Megazord che cederà poi a Sky quando questo diventerà Deka Ranger.
- Sam/S.P.D. Omega Ranger, interpretato da Aaron James Murphy. 
Appare inizialmente come bambino manipolato da uno dei mostri di Mora, e più tardi come cadetto iscritto all'accademia SPD. Quindici anni dopo, Sam torna indietro nel tempo per assistere la Squadra B nei panni di Omega Ranger nella lotta contro l'imperatore Gruumm. Questo viaggio nel tempo però cambia il corpo di Sam, che riesce solamente a manifestarsi nei panni di Omega Ranger o sotto forma di una sfera luminosa.
- Dr. Katherine "Kat" Manx/S.P.D. Kat Ranger, interpretata da Michelle Langstone
È un'aliena alleata dei Power Rangers S.P.D.. Ha un aspetto felino, e il suo compito principale è quello di curare le ricerche e il design degli strumenti tecnologici dei Rangers. Non ha Zord.
- Nova/S.P.D. Nova Ranger, interpretata da Antonia Prebble. 
Nova è una compagna d'accademia del futuro di Sam, che lo segue nel passato e veste i panni di Nova Ranger. Non ha Zord.
- Lina Song, interpretata da Malika Lim. 
Lina veste i panni di Green e Blue Ranger quando Sky e Bridge vengono promossi.
- J.J.Oliver. 
Il ruolo di Green Ranger quando Bridge viene promosso Red Ranger passa a un giovane cadetto della S.P.D. Academy, che nella serie appare solo nel ruolo di ranger e di cui sentiamo la voce. Nella serie comics derivata, scopriamo che il cadetto è figlio di Tommy Oliver e Kat Hillard.

#### Power Rangers Mystic Force
- Nick Russell, interpretato da Firass Dirani
Red Mystic Ranger. È l'ultimo membro della squadra che si arrende ai suoi magici poteri, ed è il più potente. È innamorato di Madison. Nel corso della storia scopre di essere figlio di Leanbow e Udonna: il suo vero nome è Bowen. Come Red Mystic Ranger, ha il potere del fuoco e può trasformarsi sia nella Fenice Mistica che nell'Uccello di Fuoco. In alcuni casi riesce a fondersi con Catastros, il destriero di Koragg, per formare il Centauro Fenice Megazord. Può fondersi con Cuore di Fuoco, l'ultimo drago esistente sulla Terra, e formare il Red Dragon Fire Ranger.
- Charlie "Chip" Thorn, interpretato da Nic Sampson
Yellow Mystic Ranger. Inizialmente era l'unico membro della squadra che credeva nella magia, nei vampiri e nei mostri, ed era entusiasta di diventare Ranger. È innamorato di Vida. Come Yellow Mystic Ranger, Chip trae potere dai fulmini e può trasformarsi nel Mistico Garuda, nel Mistico Drago e nel Mistico Leone.
- Xander Bly, interpretato da Richard Brancatisano
Green Mystic Ranger. Si è trasferito negli USA dall'Australia quando era piccolo, è una persona intelligente, il più ragionevole del gruppo, ma anche il più vanitoso, e volte si prende il merito di quello che fanno gli altri. Come Green Mystic Ranger, trae il suo potere della terra e può trasformarsi nel Mistico Minotauro, nel Mistico Drago e nel Mistico Leone.
- Vida Rocca, interpretata da Angie Diàz
Pink Mystic Ranger. Il suo elemento è l'aria, e può trasformarsi nella Mistica Fata, nel Mistico Drago e nel Mistico Leone. Ha una sorella di nome Madison, Ranger come lei. È innamorata di Chip. Nell'episodio Il demone Vida' si trasforma, a causa di Necrolai, in una vampira, che la fa combattere contro i propri amici, ma Chip riesce a risvegliarla.
- Madison Rocca, interpretata da Melanie Vallejo
Blue Mystic Ranger. È la più intelligente della squadra ed è la sorella di Vida. È innamorata di Nick. Come Blue Mystic Ranger, trae il suo potere dall'acqua e può trasformarsi nella Mistica Sirena, nel Mistico Drago e Mistico Leone.
- Udonna, interpretata da Peta Rutter
White Mystic Ranger. Madre di Bowen, moglie di Leanbow, sorella della potente Fata Guardiana, la cui erede è Clare. Controlla il potere della neve ed è molto potente, ma si trasforma poche volte. Sua sorella Miella era la Fata Guardiana prima di Clare. Nella serie giapponese usa per trasformarsi un cellulare magico come gli altri Rangers invece di una bacchetta magica, e scopre che Nick è suo figlio, cioè Bowen.
- Daggeron Storm, interpretato da John Tui
È il maestro dei Rangers e un grande amico di Udonna. Ha il potere di controllare il sole e possiede un treno a vapore enorme che può trasformarsi nel Solaris Megazord; Jenji è il suo aiutante. Era stato trasformato in una rana da Imperius e imprigionato insieme a lui in una caverna ma viene liberato e ritrasformato da Madison, che sembra essere innamorata di lui. Possiede gli Antichi Poteri.
- Leanbow, interpretato da Chris Graham
Il Guerriero Lupo. Padre di Bowen e marito di Udonna, controlla il potere dei lupi. Per imprigionare le forze dell'oscurità fuori dalla foresta magica ha dato tutte le sue energie ed è stato imprigionato sotto la superficie e schiavizzato dal Signore delle Tenebre, ossia il Maestro Supremo e trasformato in Koragg. In veste di malvagio lo vediamo sempre unito al leggendario cavallo Catastros per formare il Centauro Lupo Megazord; quando cercheranno di uccidere sua moglie, smetterà di servire il male. Nell'edizione italiana il suo nome da battaglia in versione buona è stato rinominato Red Koragg. Possiede, come Daggeron, gli Antichi Poteri.

#### Power Rangers Operation Overdrive
- Mackenzie "Mack" Hartford, interpretato da James Maclurcan
Red Overdrive Ranger, ha il potere della forza ed è il più potente dei rangers. È un ragazzo altruista, intelligente, allegro e amichevole, ma successivamente scoprirà di essere un androide. Ciò lo porta ad un conflitto con il padre, con cui si riconcilia nell'ultimo episodio, in cui alla fine diventa umano. I suoi Zord sono: Dump Driver, Sonic Streaker e BattleFleet (Megazord)
- Dax Lo, interpretato da Gareth Yuen
Blue Overdrive Ranger, con il potere dei salti. Si scopre nell'ultimo episodio che il suo sogno è diventare un regista. È goffo, ma amichevole. I suoi Zord sono Gyro Driver, Cement Driver e BattleFleet (Megazord).
- Will Aston, interpretato da Samuell Benta
Black Overdrive Ranger, con il potere dei supersensi. È arrogante, ma altruista, e in passato era un agente segreto. I suoi Zord sono Speed Driver, Crane Driver e BattleFleet (Megazord)
- Ronny Robinson, interpretata da Caitlin Murphy
Yellow Overdrive Ranger, con il potere della velocità. Partecipa a corse automobilistiche. Sembra avere una cotta per Tyzonn. I suoi Zord sono Dozer Driver, Drill Driver e BattleFleet (Megazord)
- Rose Ortiz, interpretata da Rhoda Montemayor
Pink Overdrive Ranger, con il potere dell'invisibilità. Prudente e tosta, è una scienziata. È un genio in qualsiasi materia e legge molti libri. I suoi Zord sono Sub Driver, Shovel Driver e BattleFleet (Megazord)
- Tyzonn, interpretato da Dwayne Cameron
Mercury Overdrive Ranger, di origine aliena, ha la capacità di trasformarsi in mercurio. È un ragazzo amichevole, che in passato guidava una squadra di soccorso. Comanda il Flash Point Megazord formato dai Rescue Runners.

#### Power Rangers Jungle Fury
- Casey Rhodes, interpretato da Jason Smith
È il Red Tiger Ranger. Come tutti gli altri lavora al Jungle Pizza. Il suo potere animale è quello della Tigre. All'inizio della serie è appena una recluta, ma grazie al suo spirito animale riesce a battere Jarrod; possiede lo spirito della tigre, e per questo motivo verrà convocato da master Mao. La sua arma principale è il Jungle nunchaku (chiamato erroneamente nella versione italiana nanchuku), e dopo essersi allenato con Master Finn imparerà a padroneggiare le Sciabole dello Squalo, una coppia di sciabole molto potenti. Lo stile di combattimento di Casey è basato sulle arti marziali cinesi, ed è incentrato sulla forza e l'equilibrio. I suoi Zord sono Tiger Animal Spirit e Shark Animal Spirit (come Red Ranger), Gorilla Animal Spirit (Jungle Master Mode)
- Theo Martin, interpretato da Aljin Abella
È il Blue Jaguar Ranger. Il suo spirito animale è quello del Giaguaro. Theo è un ragazzo allenato nel kung fu e molto saggio. Ha un fratello gemello di nome Luen che è considerato dai suoi amici più spassoso di lui, ma entrambi orgogliosi del proprio fratello. Alla fine della serie chiederà a Lily di diventare fidanzati e Lily accetterà. Le sue armi sono i Jungle Tonfa, e successivamente verrà allenato da Master Swoop all'utilizzo dei Jungle Fans, una coppia di ventagli da guerra che gli consentirà anche di levitare. Lo stile di combattimento di Theo è ricavato dalle arti marziali cinesi, incentrato principalmente sulla grazia e sullo stile. I suoi Zord sono Jaguar Animal Spirit e Bat Animal Spirit (come Blue Ranger), Antelope Animal Spirit (Jungle Master Mode)
- Lily Chilman, interpretata da Anna Hutchison
È la Yellow Cheetah Ranger. Il suo spirito animale è il Ghepardo. Lily è una ragazza addestrata come tutti gli altri da Master Mao. Qualche volta, invece di presentarsi come gli altri con i pantaloni della tuta si presenta con la gonna. Alla fine della serie Theo le chiederà il fidanzamento e lei accetterà. La sua arma è il Bastone Jungle (un Bo), e successivamente si allenerà con Master Phant a padroneggiare la Jungle Mace, una potentissima sfera a catena capace di sferrare colpi devastanti. Lo stile di combattimento di Lily è il Wing Chun. I suoi Zord sono Cheetah Animal Spirit e Elephant Animal Spirit (come Yellow Ranger), Penguin Animal Spirit (Jungle Master Mode)
- Robert "R.J." James, interpretato da David de Latour
È il Violet Wolf Ranger. Il suo spirito animale è il lupo. R.J. è il capo dei Power Rangers e ha insegnato agli altri tre a diventarlo. R.J. è il direttore del Jungle Pizza e adora la pizza; inoltre, ha fatto delle invenzioni per i Power Rangers per migliorare i loro attacchi verso gli avversari. Ha un vecchio amico, Dominic Hargan. A differenza degli altri Rangers, R.J. non usa alcun tipo di arma, ma si serve unicamente di getti di energia che scaglia tramite il suo Morpher. Il suo stile di combattimento è il Muay thai. Guida il Wolf Pride Megazord- un facsimile del Jungle Pride Megazord combinato con il suo spirito originale, che può assemblarsi allo spirito animale di Casey o Theo per dar vita al Tiger Animal Spirit o al Jaguar Animal Spirit
- Dominic "Dom" Hargan, interpretato da Nikolai Nikolaeff
È il White Rhino Ranger. Il suo spirito animale è il rinoceronte. È l'ultimo arrivato al Jungle Pizza dove peraltro lavora. È un vecchio amico di R.J. che è molto felice di rivederlo quando va al Jungle Pizza. Alla fine della serie, quando se ne andrà dal Jungle Pizza chiederà a Fran di andare con lui e lei accetterà. L'arma di Dom è il suo stesso Morpher, che gli consente di sferrare colpi più pesanti, sparare proiettili di energia contro i nemici, ed è integrato con una lama capace di distruggere qualsiasi cosa. Lo stile di combattimento di Dom è il Karate. Comanda Rhino Steel Zord
- Elephant Spirit Ranger, interpretato da Bruce Allpress. 
È lo Spirit Ranger creato da Dai Shi utilizzando lo spirito dell'elefante di Master Phant. Insieme agli altri maestri, si è rivolto contro i Power Rangers battendoli. Una volta liberato, insieme agli altri due Spirit Rangers, ha combattuto al fianco dei Rangers. Può essere chiamato in battaglia da Lily o da Master Phant. La sua arma è la Jungle Mace, ed è capace di creare potenti onde d'urto
- Bat Spirit Ranger, interpretato da Oliver Driver. 
È lo Spirit Ranger creato da Dai Shi con lo spirito del pipistrello di Master Swoop. Si è inizialmente schierato con Dai Shi, creando non pochi problemi ai Rangers, ma in seguito è stato liberato, unendosi a questi ultimi. Può essere evocato in campo da Theo o da Master Swoop. Le sue armi sono i Jungle Fans e ha la capacità di levitare.
- Shark Spirit Ranger, interpretato da Paul Gittins. 
È lo Spirit Ranger creato da Dai Shi sfruttando lo spirito dello squalo di Master Finn. Ha combattuto contro gli altri Rangers, mettendoli in seria difficoltà. Dopo essere stato apparentemente distrutto, è tornato in battaglia e si è schierato a fianco dei Rangers. Può essere evocato da Casey o da Master Finn. Le sue armi sono le Shark Sabers ed è in grado di emettere lame di energia dalle mani.

#### Power Rangers RPM
- Scott Truman, interpretato da Eka Darville
È il Red Eagle RPM Ranger. È il leader dei Rangers, testardo e amante delle macchine, in particolare la sua Eagle Racer. Utilizza come Zord un'aquila in grado di trasformarsi in auto da corsa con il numero 1 (che anche il suo "numero di operazione") e alla fine della serie si arruola nella squadra "Eagle 1". I suoi Zord: Eagle Racer e Paleozord
- Dillon, interpretato da Dan Ewing
È il Black Wolf RPM Ranger. È un ibrido di Venjix, che non ricorda il suo passato; è il più intelligente dei Rangers e successivamente scoprirà di essere fratello di Tenaya7. Possiede una macchina nera che è molto vecchia e il suo numero è il 5. È molto simile ad Andros (vedi Power Rangers in Space), poiché entrambi hanno un carattere duro, entrambi hanno relazioni amorose con le Yellow Ranger delle loro squadre e hanno sorelle malvagie che dopo essere tornate buone sono state di nuovo vittime di lavaggio del cervello, ritornando malvagie, anche se poi sono ritornate definitivamente buone. I suoi Zord: Wolf Cruiser e Croc Carrier
- Summer Landsdown, interpretata da Rose Mclver
È il Yellow Cat RPM Ranger. Intelligente, altruista e affidabile, è la seconda in comando nonostante il suo numero di operazione sia il 3. Nutre sentimenti per Dillon. Il suo Zord è Bear Crawler
- Ziggy Grover, interpretato da Milo Cawthorne
È il Green Shark RPM Ranger. Ragazzo sciocco, imbranato ed esperto nelle ombre cinesi, è diventato Ranger per caso, dato che il suo morpher stava per essere dato a Tenaya 7, ma accidentalmente si è attaccato al suo braccio trasformandolo. Ex-socio di Fresno Bob, è il meno adatto a utilizzare la tecnologia del Dr.K ma ciò che gli manca in fisico e astuzia viene compensato con il cuore. Cerca spesso di fare ottima figura, ma finisce per fare la figura dell'imbranato. Vede Dillon come il suo migliore amico e per questo lo aiuta in molte occasioni; come dimostrato in un episodio, si preoccupa anche di lui. Il suo numero di operazione è il 4. I suoi Zord: Tail Spinner e Croc Carrier
- Flynn Mc Allistar, interpretato da Ari Boyland
È il Blue Lion RPM Ranger. Ragazzo un po' imbranato (anche se meno di Ziggy), Flynn è un ragazzo scozzese, meccanico, che spesso costruisce oggetti utili per il gruppo, che sistema i veicoli e che vuole sempre fare la cosa giusta. Questa sua voglia di fare sempre la cosa giusta deriva dal fatto che (cosa che si vede in un flashback nell'episodio Ranger Blue) quando era piccolo, leggendo continuamente fumetti supereroistici, voleva comportarsi come i suoi supereroi preferiti, ma la prima volta che lo fece a scuola finì per essere espulso per due settimane con grande sgomento del padre, il quale non trovava giusto il comportamento del figlio fino a quando, verso l'inizio dell'espansione Venjix, salvò una bambina e un autobus pieno di persone, anche se, una volta, questa "abitudine" ha danneggiato il Megazord, anche se poi è riuscito a farsi perdonare. Sembra avere una cotta per Gemma. I suoi Zord: Lion Hauler e Road Attack Zord
- Gem, interpretato da Mike Ginn
È il Gold Falcon RPM Ranger.Ragazzo allegro e altruista come sua sorella gemella, Gem è molto fantasioso e sempre entusiasta quando si tratta di nuove esperienze, ad esempio la creazione di nuovi Megazord, ma nonostante ciò entrambi i gemelli sono intelligenti quanto il Dr.K. Il suo numero di operazione è il 7, nonostante sia il sesto membro del gruppo. I suoi Zord: Falcon Chopper Zord e Whale Zord
- Gemma, interpretata da Li Ming Hu
È il Silver Tiger RPM Ranger. Con un carattere uguale a quello del gemello, sembra avere una cotta per Flynn. Il suo numero di operazione è l'8, pur essendo il settimo membro del team. I suoi Zord: Tiger Jet e Whale Zord
- Dr.K, interpretata da Olivia Tennet
"Mente" degli RPM Rangers e della maggior parte di tutto ciò che li riguarda, il Dr.K è una ragazza intelligentissima che da giovane fu rapita da un'organizzazione Top Secret, la quale le disse di essere "allergica" al sole.

#### Power Rangers Samurai/Power Rangers SuperSamurai
- Jayden Shiba, interpretato da Alex Heartman
È il Red Samurai Ranger. Jayden è figlio dell'ultimo Red Ranger, il quale ha intrappolato Master Xandred nel fiume Sanzu. Ha un segreto che tiene nascosto agli altri Rangers. È calmo e serio, ma amichevole. È nel mirino di Deker. Nelle varie stagioni guida i seguenti Zord: Lion FoldingZord (come Red Samurai Ranger), Lion FoldingZord, BeetleZord e TigerZord (nella modalità Mega), Lion FoldingZord e TigerZord (in modalità SuperSamurai e SuperMegaSamurai), Lion FoldingZord e SharkZord (in modalità SharkAttack e SharkAttack Mega), Bull Megazord/Samurai Gigazord (in modalità Shogun)
- Kevin Douglas, interpretato da Najee De-Tiege
È il Blue Samurai Ranger. Kevin è il secondo in comando. Nutre una profonda ammirazione per Jayden. Prima di diventare uno spadaccino, sognava di essere un nuotatore olimpico. Il suo allenatore era il padre. Discute spesso con Mike, ma i due sono grandi amici. Nelle due stagioni guida i seguenti Zord: Dragon FoldingZord (come Blue Samurai Ranger), Dragon FoldingZord e SwordfishZord (in modalità Mega, SuperSamurai e SuperMegaSamurai), Bull Megazord (in modalità Shogun)
- Mike Fernandez, interpretato da Hector David Jr.
È il Green Samurai Ranger.Mike è il ribelle del gruppo ed un accanito giocatore di videogiochi. Ha una cotta per Emily. Gli Zord che pilota sono: Bear FoldingZord (come Green Samurai Ranger), Bear FoldingZord e BeetleZord (in modalità Mega, SuperSamurai e SuperMegaSamurai), Bull Megazord (in modalità Shogun), Bear FoldingZord e SharkZord (in modalità SharkAttack)
- Emily Stewart, interpretata da Brittany Anne Pirtle
È il Yellow Samurai Ranger. Emily è diventata Power Rangers per caso, infatti prese il posto di sua sorella malata, Serena. È la più giovane e ingenua, ed è di ottima compagnia. Ha una cotta per Mike. I suoi Zord sono Ape FoldingZord (come Yellow Samurai Ranger, in versione Mega, SuperSamurai e SuperMegaSamurai), e Bull Megazord in versione Shogun.
- Mia Watanabe, interpretata da Erika Fong
È il Pink Samurai Ranger. Mia fa da sorella maggiore alla squadra, inoltre crede di saper cucinare molto bene. I suoi Zord: Turtle FoldingZord (come Pink Samurai Ranger, in versione Mega, SuperSamurai e SuperMegaSamurai), e Bull Megazord in versione Shogun.
- Antonio Garcia, interpretato da Steven Skyler
È il Gold Samurai Ranger. Antonio è un viaggiatore ed un appassionato pescatore. È un amico d'infanzia di Jayden ed ha aspettato tanto per diventare un Power Rangers. I suoi Zord sono OctoZord, Samurai ClawZord e LightZord (come Gold Samurai Ranger), OctoZord, Samurai ClawZord, LightZord e BullZord (in versione Mega),
- Lauren Shiba, interpretata da Kimberley Crossman
È il Red Samurai Ranger. Lauren è la sorella maggiore di Jayden ed il reale Red Ranger, nascosta per imparare a padroneggiare il simbolo che può intrappolare Master Xandred.

#### Power Rangers MegaForce/Power Rangers Super MegaForce
- Troy Burrows, interpretato da Andrew Gray
È il Megaforce Red Ranger/Super Megaforce Red Ranger. Anche se non lo sa ancora, Troy Burrows è un leader nato. Ragazzo dall'infanzia difficile, usa le arti marziali per diventare un individuo responsabile. Troy ha anche dei sogni riguardo ai predecessori del suo team che combattono una minaccia sconosciuta. I suoi poteri sono legati all'aria. Il suo grido di battaglia è: "Furia del Drago, Megaforce Red!". Guida i seguenti Zord: Gosei Dragon Mechazord e Sky Brothers Zord (come Megaforce Red Ranger e Ultra Megaforce Red Ranger), e Super Mega Skyship Zord (come Super Megaforce Red Ranger). Può assumere i poteri di tutti i precedenti Red Rangers.
- Emma Goodall, interpretata da Christina Masterson
È il Megaforce Pink Ranger/Super Megaforce Pink Ranger. Sempre all'erta nel proteggere l'ambiente, Emma Goodall ama la natura. Guida una BMX e fotografa insetti e fiori. Anche se all'inizio può sembrare dolce, non è da sottovalutare quando si tratta di proteggere il pianeta. I suoi poteri sono legati all'aria. Il suo grido di battaglia è: "Fiamme della Fenice, Megaforce Pink!" Può assumere i poteri di tutti i precedenti Pink Rangers. Guida i seguenti Zord: Gosei Phoenix Mechazord e Sky Brothers Zord (come Megaforce Pink Ranger e Ultra Megaforce Pink Ranger) e Super Mega Sub Zord (come Super Megaforce Pink Ranger)
- Jake Holling, interpretato da Azim Rizk
È il Megaforce Black Ranger/Super Megaforce Green Ranger. Jake Holling è un ragazzo ottimista, intrepido e buffo. È intrepido sia nella vita di tutti I giorni che sul campo di battaglia. Agisce prima di pensare. Ha una cotta per Gia, ma è determinato a farla cadere ai suoi piedi un giorno. Desidera rendere pubblica la sua identità ed adora essere un Power Ranger. I suoi poteri sono legati alla terra. Il suo grido di battaglia è: "Veleno di Serpente, Megaforce Black!". Nella seconda stagione. diventerà Green Ranger. Guida i seguenti Zord: Gosei Phoenix Mechazord e Sky Brothers ZordsGosei Snake Mechazord e Land Brothers Zord (come Megaforce Black Ranger) e Super Mega Racer Zord (come Super Megaforce Green Ranger). Può assumere i poteri di tutti i precedenti Green Rangers.
- Noah Carver, interpretato da John Mark Loudermilk
È il Megaforce Blue Ranger/Super Megaforce Blue Ranger. Noah Carver è un ragazzo intelligente e studioso con uno stile unico. Ciò che gli manca in forza fisica lo guadagna in intelligenza, e con al suo fianco Jake, il suo miglior amico ed esperto di vita sociale, questi due formano il team perfetto. I suoi poteri sono legati all'acqua. Il suo grido di battaglia è: "Morso dello Squalo, Megaforce Blue!"Guida i seguenti Zord: Gosei Shark Mechazord e Sea Brothers Zord (come Megaforce Blue Ranger e Ultra Megaforce Blue Ranger) e Super Mega Jet Zord (come Super Megaforce Blue Ranger). Può assumere i poteri di tutti i precedenti Blue Rangers.
- Gia Moran, interpretata da Ciara Hanna
È il Megaforce Yellow Ranger/Super Megaforce Yellow Ranger. Gia Moran è considerata da tutti la ragazza più bella della scuola. È amica intima di Emma fin dall'infanzia. Nonostante facciano parte di gruppi sociali diversi, sono comunque rimaste amiche. Ha fiducia in sé stessa ed eccelle nelle arti marziali. I suoi costanti successi possono essere frustranti per i suoi compagni di squadra, ha una cotta per Jake. I suoi poteri sono legati alla terra. Il suo grido di battaglia è: "Artiglio della Tigre, Megaforce Yellow!" Può assumere i poteri di tutti i precedenti Yellow Rangers. Guida i seguenti Zord: Gosei Tiger Mechazord e Land Brothers Zord (come Megaforce Yellow Ranger e Ultra Megaforce Yellow Ranger) e Super Mega Wheeler Zord (come Super Megaforce Yellow Ranger)
- Robo Knight, doppiato in lingua originale da Chris Auer
Robo Knight appare inizialmente nel sogno di Troy riguardo ai precedenti team di Power Rangers che combattono una minaccia sconosciuta. In seguito viene rivelato che è stato creato da Gosei per fungere come protettore della Terra, e che si sarebbe risvegliato solo quando la Terra sarebbe stata in pericolo. Durante il periodo di dormienza, Robo Knight ha scordato tutto, compreso l'essere stato creato da Gosei. Quando i Mutanti emergono per inquinare il pianeta, Robo Knight arriva per aiutare i Megaforce Ranger nel combattimento contro Hisser, ed in seguito andarsene. Gosei comunica ai Rangers che Robo Knight deve riscoprire le sue origini se vogliono combattere insieme le minacce alla Terra. Robo Knight è molto diverso dai Rangers. Combatte senza pensare ai sacrifici umani, lasciando quindi i salvataggi ai Mega Rangers. Tuttavia, grazie all'essere a contatto con gli esseri umani, inizia a sviluppare la propria umanità e decide di proteggerla rendendosi conto che proteggere gli esseri viventi è importante come proteggere la Terra. Comanda LionZord e Lion MechaZord, e Knight Brothers Zord.
- Orion, interpretato da Cameron Jebo
È il Super Megaforce Silver Ranger e Super Megaforce Gold Ranger. Compare nella seconda stagione. Ultimo sopravvissuto all'invasione del suo pianeta, giurò di vendicarsi e impedire che altri mondi facessero la fine del suo. Dopo aver trovato il morpher Silver ed essersi allenato duramente, ruba un'astronave e raggiunge la terra. Ha una cotta per Gia. Il suo Zord è Q-Rex Drill.

#### Power Rangers DinoCharge/Power Rangers Dino SuperCharge
- Tyler Navarro, interpretato da Brennan Mejia. 
È il Dino Charge Red Ranger/Dino Super Charge Red Ranger. Tyler è un giovane ragazzo in cerca del padre scomparso. Durante questa sua ricerca trova l'energemma Rossa e si lega al T-Rex Zord, diventando il Dino Charge Red Ranger, nonché leader dei Dino Charge Rangers. I suoi Zord sono T-Rex Zord e Dino Cycle (in modalità Dino Charge Red Ranger) e T-Rex Zord/T-Rex Super Charge Zord e Dino Cycle (in modalità Dino Super Charge Red Ranger).
- Chase Randall, interpretato da Brennan Mejia. 
È il Dino Charge Black Ranger/Dino Super Charge Black Ranger. Dopo aver ricevuto l'energemma Nera da un'indovina maori di nome Moana, è stato il primo a essere ritrovato e diventare un Dino Charge Ranger seguito da Koda. Lavora come custode e tuttofare presso gli scavi di Kendal Morgan. I suoi Zord sono Para Zord e Dino Cycle.
- Koda, interpretato da Yoshi Sudarso. 
È il Dino Charge Blue Ranger/Dino Super Charge Blue Ranger. Koda è un uomo di Neanderthal che diventa il secondo membro dei Dino Charge Rangers, governando il potere dello Stegosauro. Dopo essere rimasto a lungo ibernato dopo aver ritrovato nel Pleistocene l'energemma Blu, sopravvive a tutti i suoi amici ricevendo sostanzialmente il dono dell'immortalità dalla gemma. I suoi Zord sono Stego Zord e Dino Cycle.
- Riley Griffin , interpretato da Michael Taber. 
È il Dino Charge Green Ranger/Dino Super Charge Green Ranger. Cresciuto in un ranch con il fratello maggiore Matt e la madre, trova casualmente l'energemma Verde che gli dona i poteri del velociraptor dopo un incontro con Fury. I suoi Zord sono Raptor Zord e Dino Cycle.
- Shelby Watkins , interpretata da Camille Hyde. 
È il Dino Charge Pink Ranger/Dino Super Charge Pink Ranger. Cameriera al Dino Bite Cafè, trova accidentalmente l'energemma Rosa che le dona il potere del triceratopo. È la figlia di una famiglia facoltosa, proprietaria di una industria di gelati. I suoi Zord sono Tricera Zord e Dino Cycle.
- Sir Ivan of Zandar , interpretato da Davi Santos. 
È il Dino Charge Gold Ranger/Dino Super Charge Gold Ranger.Sir Ivan è un guerriero del 13simo secolo in possesso dell'energemma Oro, che gli dona i poteri dello pterodattilo. I suoi Zord sono Ptera Zord e Dino Cycle.
- Prince Phillip III , interpretato da Jarred Blakiston. 
È il Dino Charge Graphite Ranger/Dino Super Graphite Green Ranger. Phillip è il principe del piccolo stato di Zandar, che da ammiratore dei Dino Charge Ranger ambisce a diventare uno di loro. Una serie di eventi lo porta a ritrovare l'energemma Grafite, diventando il Dino Charge Graphite Rangers con i poteri del Pachiosauro. Il suo Zord è Pachy Zord.
- Albert Smith, interpretato da Arthur Ranford. 
È il primo Dino Charge Purple Ranger. Incontra i Dino Charge Ranger solamente per cedere i propri poteri e la sua energemma Viola a Kendall. I suoi poteri sono quelli del Plesiosauro.
- Kendall Morgan , interpretata da Claire Blackwelder. 
È il secondo Dino Charge Purple Ranger/Dino Super Charge Purple Ranger. Kendall è la proprietaria e caposcienziata del Museo di Amber Beach. Dopo il ritiro di Albert, riceve l'energemma Viola e i poteri del Plesiosauro. I suoi Zord sono Plesio Zord e Dino Cycle.
- James Navarro, interpretato da Reuben Turner. 
È il Dino Charge Aqua Ranger. James è il padre di Tyler, ed è un geologo. Dopo aver ritrovato l'energemma Aqua 10 anni prima, è stato costretta a nascondersi e abbandonare il figlio per proteggerlo. Torna nei panni di Dino Charge Aqua Ranger con i poteri dell'Anchilosauro. Il suo Zord è Ankylo Zord.
- Zenowing, interpretato da Alistair Browning. 
È il Dino Charge Silver Ranger. Zenowing è l'apprendista di Keeper, nonché creatore dei Dino Charge Zord. Tramite l'energemma Argento controlla il potere del Titanosauro. Il suo Zord è Titano Zord/Titano Charge Megazord.

#### Power Rangers Ninja Steel/Power Rangers Super Ninja Steel
- Brody Romero (Red Ninja Steel Ranger/ Red Super Ninja Steel Ranger), interpretato da William Shewfelt
Leader dei Rangers e loro maestro ninja, è il figlio minore del maestro ninja Dane Romero, tornato sulla Terra dopo 10 anni. Il suo Zord è Robo Red Zord (come Red Ninja Steel Ranger), falcon zord (come Red Super Ninja Steel Ranger) e Lion Fire Zord (in modalità Lion Fire)
- Preston Tien (Blue Ninja Steel Ranger/ Blue Super Ninja Steel Ranger), interpretato da Peter Sudarso.
Prestigiatore dilettante i cui numeri non riescono molto all'inizio della serie, il padre è tra gli uomini più facoltosi in città. Il suo Zord è Dragon Zord (come Blue Ninja Steel Ranger), Serpent Zord (come Blue Super Ninja Steel Ranger) e Lion Fire Zord (in modalità Lion Fire)
- Calvin Maxwell (Yellow Ninja Steel Ranger/ Yellow Super Ninja Steel Ranger), interpretato da Nico Greetham
Meccanico provetto, anche se non ha la patente agli inizi, è il ragazzo di Hayley. Il suo Zord è Nitro Zord (come Yellow Ninja Steel Ranger), Tortoise Zord (come Yellow Super Ninja Steel Ranger) e Lion Fire Zord (in modalità Lion Fire)
- Sarah Thompson (Pink Ninja Steel Ranger/ Pink Super Ninja Steel Ranger), interpretata da Chrysti Ane
Genio del gruppo e amante dell'alta velocità. Il suo Zord è Zoom Zord (come Pink Ninja Steel Ranger), Panda Zord (come Pink Super Ninja Steel Ranger)
- Hayley Foster (White Ninja Steel Ranger/ White Super Ninja Steel Ranger), interpretata da Zoë Robins 
Avventurosa, sportiva e amante della natura. Il suo Zord è Kodiak Zord (come White Ninja Steel Ranger), Tiger Zord (come White Super Ninja Steel Ranger)
- Levi Weston (Gold Ninja Steel Ranger/ Gold Super Ninja Steel Ranger), interpretato da Jordi Webber
Cantante country; scelto dalla stella oro, poi rapito da Madame Odius per rubargli i ricordi, si scoprirà essere in realtà Aiden, il fratello maggiore di Brody. I suoi Zord sono Robo Rider Zord, Ninja Bull Zord e Piranha Zord (come Gold Ninja Steel Ranger e Gold Super Ninja Steel Ranger) e Lion Fire Zord (in modalità Lion Fire)

#### Power Rangers Beast Morphers
- Devon Daniels (Red Beast Morpher Ranger), interpretato da Rorrie D. Travis
Leader dei Ranger, Devon è il figlio del Maggiore Daniels. È cintura marrone di karate, adora i videogames e molto meno lavorare. Dopo aver scoperto che suo padre sta per partire per un viaggio verso la sede della Grid Battleforce, copia il codice a barre del pass del genitore, viene scambiato per un impiegato e condotto al Morphing Lab, dove assiste a un sabotaggio da parte di Evox. Ottiene in quel contesto da Nate il suo potere di Red Ranger, mentre il suo DNA viene legato alla scimmia. il suo Zord è Racer Zord.
- Ravi Shaw (Blue Beast Morpher Ranger), interpretato da Jasmeet Baduwalia
Ravi è un cadetto della Grid Battleforce nonché figlio del comandante Shaw. Ha una relazione con Roxy, che i due decidono di interrompere per rispettare la regola stabilita che vieta relazioni tra Ranger. Il suo DNA è unito a quello del Gorilla. Il suo Zord è Wheeler Zord.
- Zoey Reeves (Yellow Beast Morpher Ranger), interpretata da Jacqueline Scislowski
Zoey è una ex cadeta della Grid Battleforce esclusa dal programma e poi riassegnata alla lavanderia. Accidentalmente rimane coinvolta nel sabotaggio di Evox e Nate le dona i poteri del Ranger Giallo. Il suo DNA è fuso con quello di Lepre. Il suo Zord è Chopper Zord.
- Nate Silva (Gold Beast Morpher Ranger), interpretato da Abraham Rodriguez
Nate è un geio, ed è il capo ricercatore che coordina il Grid Battleforce, e che ha sviluppato il Morph-X come forma di energia sostenibile e pulita. Ha di fondo creato i Beast Morphers Ranger, unendosi a loro successivamente come Gold Ranger. Il suo DNA è unito a quello della Mantide. Il suo Zord è Wrecker Zord
- Steel Silva (Silver Beast Morpher Ranger), interpretato da Jamie Linehan
Steel è un BeastBot, un androide che diventerà il Silver Beast Morpher Ranger. Pilota il Jet Zord e ha il potere dello scarabeo, miscelato a DNA umano.

#### Power Rangers Dino Fury/Power Rangers Cosmic Fury
- Zayito (Red Dino Fury Ranger/Zenith Dino Fury Ranger/Zenith Cosmic Fury Ranger/Zenith Morphin Master), interpretato da Russell Curry
 È un Rafkoniano originario del pianeta alieno Rafkon, guidò gli Antichi Dino Fury Ranger 65 milioni di anni fa come Dino Fury Red Ranger. Nella serie guida i Dino Fury Ranger per prevenire un'altra guerra Sporix.
- Ollie Akana (Blue Dino Fury Ranger/Blue Cosmic Fury Ranger), interpretato da Kai Moya
 È il figlio di un'archeologa molto ricca e famosa, la Dottoressa Lani Akana e il fidanzato di Amelia Jones, che diventa il secondo Dino Fury Blue Ranger.
- Amelia Jones (Pink Dino Fury Ranger/Red Cosmic Fury Ranger), interpretata da Hunter Deno
 È la figlia di Tarrick e Santaura, la nipote adottiva di Ed Jones, la fidanzata di Ollie Akana, e il giornalista di BuzzBlast che diventa il secondo Dino Fury Pink Ranger.
- Javier "Javi" Garcia (Dino Fury Black Ranger/Black Cosmic Fury Ranger), interpretato da Chance Perez
 È un musicista, fratellastro di Izzy, figlio di Carlos, figliastro di Rina e cugino di Lily che diventa il secondo Dino Fury Black Ranger.
- Izzy Garcia (Green Dino Fury Ranger/Green Cosmic Fury Ranger), interpretata da Tessa Rao
 Izzy è la sorellastra atletica di Javi, figliastra di Carlos, figlia di Rina, cugina di Lily e fidanzata di Fern, che diventa il secondo Dino Fury Green Ranger.
- Aiyon (Gold Dino Fury Ranger/Gold Cosmic Fury Ranger), interpretato da Jordon T. Fite
 È un Rafkoniano proveniente dal pianeta Rafkon, era la parte degli antichi Dino Fury Ranger 65 milioni di anni fa come il Dino Fury Gold Ranger. In seguito si svegliò dal sonno nel presente e si riunì con Zayto e divenne il sesto ranger dei moderni Dino Fury Ranger.

## Avversari

### Era di Zordon
Nell'elenco successivo sono riportati gli antagonisti dei Power Ranger durante le prime sei serie. La maggior parte di loro si è unita in un'alleanza chiamata, United Evil Alliance, con a capo Dark Specter, il cosiddetto "Grande monarca della malvagità'.

#### Power Rangers/Migthy Morphin Alien Rangers
Gruppo di Rita e Zeed
Questi antagonisti appaiono nel corso delle prime tre stagioni più comparsate nelle stagioni 4, 5 e 6
- Rita Repulsa, interpretata da Machiko Soga[2] e da Carla Perez
Strega intergalattica, vecchia nemica di Zordon, e da questi intrappolata sulla Luna 10 millenni fa con i suoi servi[3], dove viene risvegliata negli anni novanta del XX secolo da due astronauti. Nella serie televisiva, Power Rangers in Space, ispirata al personaggio giapponese Bandora, viene purificata dall'energia di Zordon.
- Lord Zedd, interpretato da Ed Neil.[4] 
Superiore di Rita, ne prenderà il posto dopo averla cacciata, ma la strega tornerà e tramite un filtro d'amore lo farà innamorare di sé e sposandolo. Verrà anche lui purificato come la moglie nella serie, In Space. Nella serie giapponese il personaggio non esistente.
- Goldar, interpretato da Kerrigan Mahan.
Il più potente guerriero di Zedd e Rita, un leone umanoide dorato. Affianca la sua padrona nella prima serie, ma al ritorno di Zedd rivelerà di essere un suo accanito seguace, e, per premiarlo della lealtà, Zed gli ridarà le ali di cui era stato privato da Rita, in un momento non precisato prima della serie.
- Baboo, interpretato da Dave Mallow
Servo di Rita simile a un orco blu in armatura.
- Squatt, interpretato da Michael Sorich
Servo di Rita simile a un babbuino nero dotato di piccole ali.
- Finster, interpretato da Robert Axelrod
Il più fedele servo di Rita, creatore di mostri ed esperto di pozioni; sarà lui a creare quella con cui la strega farà innamorare di sé Zedd.
- Scorpina, interpretata da Ami Kawaii.[5]
- Master Vile, padre di Rita e Rito, apparso nella mini serie Migthy Morphin Alien Rangers.
- Rito Revolto, fratello di Rita, appare nelle sembianze di uno scheletro, odiato da Lord Zedd, che lui chiama "Ed", giungerà sulla luna per donare alla coppia il proprio regalo di nozze: i tenga warrior.
- Mordant, interpretato da Jean Paul Bell. 
Mostro d'aspetto suino apparso unicamente nel primo film.
- Putties: Sono guerrieri di infimo livello alle dipendenze di Rita Repulsa, creati da Finster che li plasma dalla creta, come fa per i mostri di Rita. Dotati di un corpo di colore grigio, mani simili a roccia, e facce pallide e rugose. Appaiono ogni volta che è in arrivo un mostro più potente venendo puntualmente sconfitti dai Power Rangers: sono infatti dotati di scarse abilità ed ancor minore intelligenza, non possiedono inoltre capacità individuali, per cui, per compensare agiscono in gruppo. Quando hanno subito troppi danni a causa dei colpi, la loro energia si esaurisce e scompaiono.
- Z-putties: Putties potenziati creati da Lord Zeed, che li fornisce di energia tramite il suo scettro. Come aspetto sono simili ai Putties, ma con un corpo più chiaro. Sono più forti dei putties e dotati di maggiore spirito individuale. Riescono a mettere in crisi i Ranger nella prima puntata della seconda serie, finché non viene scoperto il loro punto debole, lo z-plate, ovvero il grosso "piatto" con incisa la Z che portano sul petto, fonte della loro energia. Una volta colpito violentemente il putty subisce uno shock e perde ogni capacità di reazione e dopo pochi istanti il loro corpo lanciando un lampo luminoso si spezza in più parti che infine svaniscono in polvere.
- Tenga Warrios: si tratta di soldati donati a Rita e Zeed da Rito e Master Ville. Hanno un aspetto simile a quello di un corvo: il loro nome infatti deriva dai Tengu, esseri della mitologia giapponese simili a corvi. Appaiono anche nel primo film agli ordini di Ivan Oozee.
- Thrax, figlio di rita e zedd, che possiede i poteri di entrambi è l'antagonista principale del crossover di Power rangers Operation Overdrive.

#### Power Rangers - Il film
- Ivan Oozee, antagonista esclusivamente del primo film, vecchio nemico di Zordon e da lui imprigionato in una capsula sotto terra seimila anni prima. Riesce a spodestare Rita e Zeed, dai quali viene liberato, che rinchiude in una palla con la neve ed ipnotizza gli adulti di Angel Grove perché riportino alla luce i suoi potentissimi robot: i Titani Ectomorfici. Viene sconfitto dai Power Ranger inducendolo a scontrarsi con una cometa. È molto potente, difatti riesce a distruggere il centro di comando e a ridurre Zordon in fin di vita; può inoltre trasformarsi in un liquido, l'Oozee. Personaggio anche comico, spesso fa battute spiritose, per esempio quando dice che per colpa della prigionia si è perso le più grandi tragedie della storia, come La Santa Inquisizione e la peste del '300; in quella circostanza si lamenta anche di essersi perso la famiglia Addams. Ivan è interpretato da Paul Freeman.
- Oozeeman, sono degli esseri creati da Ivan con l'oozee, fungono da soldati semplici.

#### Power Rangers Zeo
Machine Empire
(Stagione 4, Power Rangers Zeo, più comparse nella stagione 6)
- King Mondo (1-35,44-50), signore dell'impero delle macchine, marito di Machina e padre di Spocket e Gakset, viene distrutto dall'energia di Zordon.
- Regina Machina (1-50), signora dell'impero delle macchine, moglie di Mondo e madre di Spocket e Gasket, viene distrutta dall'energia di Zordon.
- Principe Spoket (1-50), Figlio basso e viziato di Mondo e Machina.
- Orbus (1-50), Comandante diell'impero delle macchine, fa crescere i nemici del campo di battaglia.
- Klank (1-50), robottina legata a Orbus, fa crescere i nemici del campo di battaglia.
- Principe Gasket (40-49), figlio alto e potente di Mondo e Machina, è il principale supporto sul campo di battaglia dell'impero, fidanzato e promesso sposo di Acherina.
- Principessa Acherina (40-49), fidanzata e promessa sposa di Gasket, possiede come armi un arco e delle frecce magiche multiuso.
- Loius Kaboom (36-40), robot creato da Rito e Goldar, prende il comando dell'impero dopo la scomparsa del re Mondo, dopo essere stato ipnotizzato da Acherina viene distrutto dai ranger.
- Cogs (1-50), soldati semplici dell'impero.

Machine Empire Remnants
Apparsi nell'episodio speciale Forever Red, nella stagione 15, Power Rangers Wilde Force.
- Generale Venjix, è il capo dell'impero delle macchine, dopo la distruzione del passato, ha come base operativa sulla luna, viene distrutto nel decimo anniversario della serie in Power ranger wild force.
- Tezzla
- Gerrok
- Steelton
- Autom

#### Turbo: A Power Rangers Movie e Power Rangers Turbo
Ciurma di Divatox
Apparsi nel secondo film e nella quinta serie, più comparse nella serie successiva.
- Divatox. Piratessa spaziale giunta sulla Terra, è in origine un'avversaria del primo film, poi integrata nella serie come nemica principale sostituendo Zedd e Rita, nel film è anche un'"amica" di quest'ultima, per quanto in realtà le due si odino profondamente. A fine serie scopre la base dei Power Ranger e la distrugge.
- Elgar
- Ryogog
- Miligor
- Porto
- Mama D madre di Divatox, appare in sogno per darle suggerimenti contro i Powers Ranger.
- Generale Havoc fratello di Divatox che raggiunge la sorella sulla Terra dopo diversi episodi, portando con sé la loro base spaziale
- Piragnatrons
- Putrapods
- Chromites

#### Power Rangers in Space
In questa serie appaiono anche i nemici delle precedenti serie, facenti parte dell'United Alliance of Evil
Fortezza Oscura
- Astronema/Karone: principale antagonista della stagione, si scoprirà poi che è sorella minore del Red Ranger, rapita da Darkonda da piccola davanti agli occhi del fratello. A metà della stagione ricorda il suo passato e si allea con i Power Ranger, ma viene in seguito rapita di nuovo e subisce il lavaggio del cervello, tornando malvagia.
- Ecliptor: seguace di Astronema, robot malvagio creato da Dark Specter, si dimostra molto leale nei confronti della sua padrona tanto che quando quest'ultima diventa buona si sacrifica trattenendo le armate che la stavano inseguendo. Per questa condotta venne modificato per diventare ancora più malvagio. Alla fine della stagione, vedendo Astronema sconfitta dal Red Ranger va su tutte le furie dicendo che era come una figlia per lui. Venne poi abbattuto dall'onda positiva di Zordon.
- Darkonda: simile ad Ecliptor in forza ed abilità, rispetto a quest'ultimo è più subdolo, vigliacco e privo di onore. Anche se i Power Ranger lo hanno sconfitto diverse volte lui è sempre tornato in quanto possiede diverse vite. L'ultima, per poi essere abbattuto definitivamente, la usa nel tentativo di distruggere Astronema e Dark Specter, venendo però venne distrutto da quest'ultimo.
- Dark Specter: signore del male che raduna e prende il comando di tutti i nemici dei Power Ranger delle stagioni precedenti, è un colosso di lava con la testa di insetto, in grado di viaggiare nello spazio e di sputare fuoco, modificare le proprie dimensioni[6] e generare fulmini; è il più potente e temuto malvagio dell'universo. Compare poche volte nella stagione, la prima nel primo episodio, la seconda quando tende una trappola ai Ranger per rapire Karone, e l'ultima, quando venne distrutto da Darkonda, che lo colpisce alle spalle con un'astronave rubata. Utilizza quindi le ultime forze rimaste per inghiottire il suo aggressore. Il suo aspetto è ripreso da Maligore, nemico dei Ranger nel film in cui appare per la prima volta anche Divatox, lei stessa riconosce la somiglianza tra i due.
- Elgar
- Darkliptor: fusione di Darkonda ed Ecliptor.
- Psyco Ranger sono la nemesi dei ranger, i loro poteri gli permettono di trasformarsi in fantasmi o in mostri colossali, vennero sconfitti definitivamente e trasformati in schede elettroniche
- Quantron

### Post Zordon
Tutti i cattivi qui riportati, sono indipendenti fra loro, durando solo una stagione.

#### Power Ranger Lost Galaxy
Nella stagione Lost Galaxy appariranno due gruppi diversi di nemici: il gruppo di Scorpius e Trakeena (a bordo della Scorpion Stinger) e l'armata del Capitano Mutiny, questi ultimi ispirati al gruppo di cattivi giapponesi originario.
Scorpion Stinger
- Scorpius potente conquistatore spaziale dall'aspetto di un insetto, è alla continua ricerca di artefatti per aumentare i suoi poteri[7] l'unica persona che ama è sua figlia Trakeena e sarà proprio l'amore per lei a portarlo a sfidare apertamente i Ranger[8] e venendo così ucciso-
- Trakeena, figlia di Scorpius, ancora di aspetto umano. Debole, vanitosa e arrogante; quando scopre di dover abbandonare la bella forma umana e diventare un insetto come il padre, lo abbandona, e, su un pianeta desertico si addestrerà per aumentare la propria forza. Scoperta la morte del padre prenderà il suo posto come nemico principale dei Ranger, fino ad accettare il suo destino e diventare un essere insettoide, fondendosi, involontariamente, con il generale traditore di suo padre, venendo infine sconfitta. Riappare nella stagione successiva, sfregiata e nuovamente umana, cercherà di recuperare la sua forma finale, ma verrà tradita da Olympus, che la trasformerà in un mostro e verrà alla fine distrutta dei ranger.
- Furio
- Treacheron
- Deviot l'ultimo generale di Scorpius, sarà lui a portarlo alla morte, facendogli credere di avere rapito sua figlia. In seguito al ritorno della giovane erede, cercherà di ottenere il potere dato dal bozzolo dedicato a quest'ultima, ma non riesce nel suo intento, ed allora farà in modo di fondersi con essa per ottenere l'evoluzione nella forma insetto ed essere invincibile. La sua personalità sembra essere svanita quando Trakkena ritorna nella serie successiva.
- Villamax , guerriero spaziale, incontra Trakeena e l'addestra per diventare più forte, ma dopo la fusione con Deviot l'abbandona, poiché nota come la fusione l'abbia dotata della personalità malvagia e psicotica di Deviot. Verrà alla fine ucciso dalla stessa Trakeena, per essersi rifiutato di sparare a un'astronave piena di civili. Le sue ultime parole, rivolte a Treakeena, sono: "Non hai imparato nulla!".
- Kegler amico di Villamax
- Sting Winger
- Psyco Ranger

Ciurma del Capitano Mutiny
- Capitano Mutiny
- Barbarax
- Deviot (Passato dalla parte di Mutiny)
- Hexuba
- Titanisaur
- Swabbies

#### Power Rangers Lightspeed Rescue
Demoni
- Regina Bansheera, è la sovrana dei demoni e degli spiriti maligni e ambisce a conquistare anche il mondo umano. È una creatura malvagia e spietata, non esista a sacrificare i suoi sottoposti e persino il suo stesso figlio.
- Diabolico, è uno dei seguaci di Bansheera, verrà ucciso da Olympus assieme a Vypra, alla fine della serie il suo spirito salverà i Ranger da Banshira sigillandola con gli altri spiriti nel loro mondo di origine.
- Vypra, è una dei seguaci di Basheera, verrà seppellita da Olympus assieme a Diabolico, ma a differenza di quest'ultimo riuscirà a salvarsi, facendo ritorno nella stagione successiva e alleandosi con Ransik, per risvegliare un antico demone imprigionato nell'ambra. Verrà sconfitta, assieme al demone, dall'alleanza dei dodici Ranger.
- Loki
- Jynxer
- Impus/Olimpus, figlio di Bansheera, disposto a tutto per ottenere il suo favore, attenterà alle vie di Vypra e Diabolico e si servirà di Trakeena per sbarazzarsi dei Ranger, ma quando la madre lo avvertirà che il potere dell'aliena nella sua forma insetto è superiore al suo non esiterà a tradirla e, interferendo con la sua evoluzione, la tramuta in un mostro.
- Triskull
- Batlings
- Quarganon

#### Power rangers Time Force
- Ransik
- Nadira
- Gluto
- Frax

#### Power rangers Wild Force
- Mater Org
- Retinax
- Nayzor
- Mandilok
- Zen-Aku
- Artilla
- Helicos
- Juggelo
- Onikage
- Jindrax
- Toxica/Necronomica
- Rofang
- Takach
- Kired

#### Power rangers Ninja Storm
- Lothor
- Zurgane
- Choobo
- Motodrone
- Vexacus
- Shimazu
- Marah
- Kapri

#### Power rangers dino Thunder
- Mesogog
- Elsa
- Evil White Ranger Clone
- Zeltrax

#### Power rangers S.P.D.
- Emperor Gruumm
- Mora/Morgana
- Broodwing
- General Benaag
- A Squad S.P.D. Power Ranger
  - A Squad Red Ranger
- Omni

#### Power Rangers Mystic Force
- Octomus
- Morticon
- Necrolai
- Koragg
- Imperious
- The Ten Terrors
  - Magma
  - Oculous
  - Serpentina
  - Megahorn
  - Hekatoid
  - Gekkor
  - Matoombo
  - Itassis
  - Black Lance
  - Sculpin

#### Power rangers Operation Overdrive
- Flurious
- Norg
- Moltor
- Miratrix
- Kamdor
- Fearcats:
  - Mig
  - Benglo
  - Cheetar
  - Crazar

#### Power rangers Jungle Fury
- Dai Shi
- Jarrod
- Camille
- Carnisoar
- Jellica
- Grizzaka
- Snapper
- Scorch
- Whiger

#### Power rangers RPM
- Venjix
- General Shifter
- General Crunch
- Tenaya 7
  - Tenaya 15
- Kilobyte
- Professor Cog

#### Power rangers Samurai
- Master Xandred
- Octoroo
- Dayu
- Deker
- Furry Warts
- Moogers

#### Power rangers Megaforce
- Warstar / Insettoidi
  - Ammiraglio Malkor
  - Principe Vrak
    - Cyber Vrak

  - Creepox
- Mutanti Tossici
  - Bigs
  - Bluefur
- Impero Sottomarino delle macchine
  - Metal Alice
  - Il Messaggero
- L'Armada
  - Principe Vekar
  - Princessaa Levira
  - Ammiraglio Damaras
  - Argus
- Impero
  - Imperatore Mavro
  - Comandante Redker

#### Power Rangers Dino Charge
- Sledge
- Poisandra
- Fury
- Wrench
- Snide
- Lord Arcanon
- Singe
- Doomwing